# Tiền tệ Đàng Ngoài thời Lê trung hưng

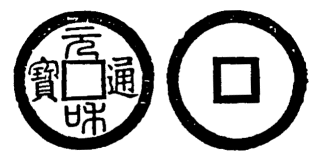
Tiền thông dụng thời Lê Trang Tông

Tiền tệ Đàng Ngoài thời Lê trung hưng phản ánh những vấn đề liên quan tới tiền tệ lưu thông vào thời nhà Lê trung hưng (1593-1789) trong lịch sử Việt Nam.

## Tiền trong đời sống kinh tế - xã hội

### Tiền đồng lớn và nhỏ
Tiền tệ nước Đại Việt tại Đàng Ngoài (và cả Đàng Trong) trải qua những biến động khá phức tạp. Do sự phát triển mạnh của ngoại thương, tiền đồng rồi tiền kẽm trong nước được dùng cùng lúc với những đồng bạc của phương Tây, thoi vàng và bạc đỉnh và tiền của Nhật Bản mang đến..
Những đồng tiền lưu hành ở cả hai miền Đại Việt khi đó được Lê Quý Đôn, Alexandre de Rhodes, William Dampier, Jérôme Richard, De Choisy, công ty Đông Ấn Hà Lan và công ty Đông Ấn Anh nhắc tới. Alexandre de Rhodes nói về tiền đồng:
Các tiền đồng lớn nhỏ đều được đánh bóng, có hình tròn và 4 chữ đúc ở 1 mặt, có lỗ ở giữa để có thể xỏ qua được. Tiền đồng thường xâu thành dây, mỗi dây có 600 đồng, giữa 60 đồng có đặt dấu chia ra… Dân chúng không dùng túi đựng tiền mà khoác xâu tiền lên vai. Giá trị các đồng tiền này thường thay đổi theo nhu cầu thị trường. Đôi lúc 1100 đồng tiền lớn ngang với 1 đồng ecu vàng (bằng khoảng 3,315 gram vàng), có lúc 3 đồng tiền lớn ngang 1 đồng tiền nhỏ, hoặc cao hơn nếu đồng tiền lớn khan hiếm.
"Tiền lớn" là tiền do khách thương Nhật, Hoa mang vào lưu hành tại cả Đàng Ngoài và Đàng Trong và tiền nhỏ là tiền chỉ lưu hành ở Đàng Ngoài. Tuy nhiên tại Đàng Ngoài, trong những vùng họ Mạc còn quản lý (như Cao Bằng, ngoài ra những năm đầu thế kỷ 17 còn có Thái Nguyên, Lạng Sơn…), tiền cũ của nhà Mạc vẫn còn được lưu hành.
Học theo người Nhật và người Hoa, từ năm 1671 người Anh cũng nắm bắt được hiện trạng thiếu tiền ở cả hai miền Đại Việt, do đó cũng mang tiền tới bán ở Đàng Ngoài tại Phố Hiến. Tác phẩm English East India Company documents relating Pho Hien and Tonkin của Farrigton Anthony cho biết chỉ trong vòng chưa đến 4 năm từ 1672 đến 1676 có các đợt mang tiền đồng từ nước ngoài tới Đàng Ngoài:
- 22 tháng 8 năm 1672: 3 tàu Hà Lan từ Batavia mang 6 triệu tiền đồng
- 07 tháng 4 năm 1675: 1 tàu Trung Quốc từ Nhật Bản mang đầy tiền đồng
- 17 tháng 6 năm 1675: 1 tàu Hà Lan từ Batavia mang 80 rương chứa tiền đồng
- 23 tháng 2 năm 1676: 2 tàu Trung Quốc từ Nhật Bản mang tiền đồng

Theo Lê Quý Đôn, lúc đó có hai loại tiền là cổ tiền và sử tiền. 
- Cổ tiền hay còn gọi là quý tiền, là đồng tiền lớn. Cứ 60 đồng gọi là 1 mạch hay 1 cổ tiền, nghĩa là 1 quan cổ tiền = 600 đồng
- Sử tiền hay còn gọi là gián tiền, là đồng tiền nhỏ. Cứ 36 đồng gọi là 1 sử tiền, nghĩa là 1 quan sử tiền = 360 đồng

Quan hệ giữa sử tiền và cổ tiền: cứ 10 sử tiền bằng 6 cổ tiền, là một quan cổ tiền. Cứ 10 tiền cổ tiền là 1 quan 6 tiền 24 đồng sử tiền, cũng là 1 quan cổ tiền. Chênh lệch giữa 1 quan cổ tiền và 1 quan sử tiền là 240 đồng. Theo cung cầu thị trường, tỷ lệ giữa hai loại tiền này có thể có thay đổi một chút. Việc ban thưởng thì lấy sử tiền để tính, còn việc trưng thu nộp thuế thì lấy cổ tiền để tính. Nếu người dân không có cổ tiền đóng, có thể dùng sử tiền, nhưng phải đóng gấp đôi. Ngoài ra việc mua bán trong dân gian cũng dùng sử tiền.
Thương gia người Anh William Dampier đến Đàng Ngoài năm 1688 cũng nói về đồng tiền ở Đại Việt, theo đó đồng là đơn vị nhỏ nhất của tiền đồng, giá trị đồng tiền lên xuống tùy theo cung cầu và số lượng hiện có trên thị trường lúc đó, hoặc tùy vào những người hành nghề đổi chác tiền, mà số đông là phụ nữ. Theo William Dampier, 1000 đồng tiền trị giá tương đương một bảng Anh.
Cả William Dampier và giáo sĩ Pháp Jérôme Richard (đến Đàng Ngoài năm 1726) đều xác nhận tiền đồng là loại tiền duy nhất mà người dân tiêu dùng tại Đàng Ngoài (thời điểm mà họ có mặt ở Đại Việt trong thế kỷ 17 và đầu thế kỷ 18) và được đúc trong nước hoặc từ Trung Quốc.
Ngoài ra, các thương nhân nước ngoài buôn bán tại Đại Việt còn gặp những trở ngại khác về hệ thống tiền tệ: 1 quan của Đại Việt bằng 600 đồng; 1 quan của Trung Quốc = lạng bạc = 1000 đồng; nhưng 1 quan tiền Đại Việt chưa bằng 1 lạng bạc; do đó người Việt chỉ dùng đơn vị "ngàn" để đếm tiền mà không dùng chỉ khối lượng bạc. Người Pháp gặp khó khăn trong sự khác biệt này, trong khi các thương nhân người Nhật Bản và Bồ Đào Nha thích nghi nhanh hơn.
Trong thời Vĩnh Thịnh của Lê Dụ Tông và Cảnh Hưng của Lê Hiển Tông, Đàng Ngoài có thứ tiền thông bảo to, bằng đồng tốt, đường kính từ 34–51 mm, chạm trổ hoa văn long phượng rất hoa mỹ, trọng lượng nặng từ 13 – 45,6 gram.

### Tiền kẽm
Đến giữa thế kỷ 18, cả Đàng Ngoài và Đàng Trong đều gặp những khó khăn khác nhau, không thể tiếp tục duy trì dùng tiền đồng và bắt buộc phải đúc ra tiền kẽm kém giá trị hơn để phục vụ đời sống.
Nếu như ở Đàng Trong vì không có mỏ đồng và Nhật Bản chấm dứt việc xuất khẩu đồng cho Đàng Trong nên chúa Nguyễn Phúc Khoát phải xoay xở bằng cách tự đúc tiền kẽm thì ở Đàng Ngoài từ giữa thế kỷ 18 nổ ra rất nhiều cuộc khởi nghĩa nông dân ác liệt nên triều đình phải lo dẹp loạn, thu gom đồng đúc vũ khí. Đàng Ngoài có nhiều mỏ đồng nhưng trong điều kiện chiến tranh loạn lạc không kịp khai thác và trở nên khan hiếm, sau những năm đầu niên hiệu Cảnh Hưng còn đúc tiền đồng, triều đình Đàng Ngoài cũng phải chuyển sang đúc nhiều tiền kẽm để dùng và đã xảy ra việc đúc trộm tiền ở nhiều nơi.
Ban đầu 1 đồng tiền kẽm được tính bằng 1 đồng tiền đồng. Nhưng sau đó tiền kẽm được đúc có trọng lượng thấp đi, chất lượng kém nên dần dần mất giá, 3 đồng kẽm mới bằng 1 đồng tiền đồng.
Năm 1775, khi chiếm được Thuận Hóa của Đàng Trong, Trịnh Sâm tiếp tục cho Bùi Thế Đạt đúc tiền kẽm để sử dụng, và quy định tỷ lệ giá trị giữa tiền hai miền là 3 tiền kẽm Đàng Trong = 1 tiền kẽm Đàng Ngoài. Ngay cả khi chúa Trịnh mang súng ống của Thuận Hóa về Bắc đúc thành tiền đồng như trước (tiền "Cảnh Hưng thuận bảo" và có giá bằng 2 đồng tiền cũ) thì lượng tiền vẫn hiếm nên người dân vùng Thuận Hóa (Đàng Trong cũ) phải tiêu bạc như tiền, khi mua bán phải mang cân tiểu li đi cân từng đơn vị nhỏ.

## Các đồng tiền thời Lê trung hưng
Ở Đàng Ngoài có những đồng tiền sau:
Vĩnh Thọ thông bảo

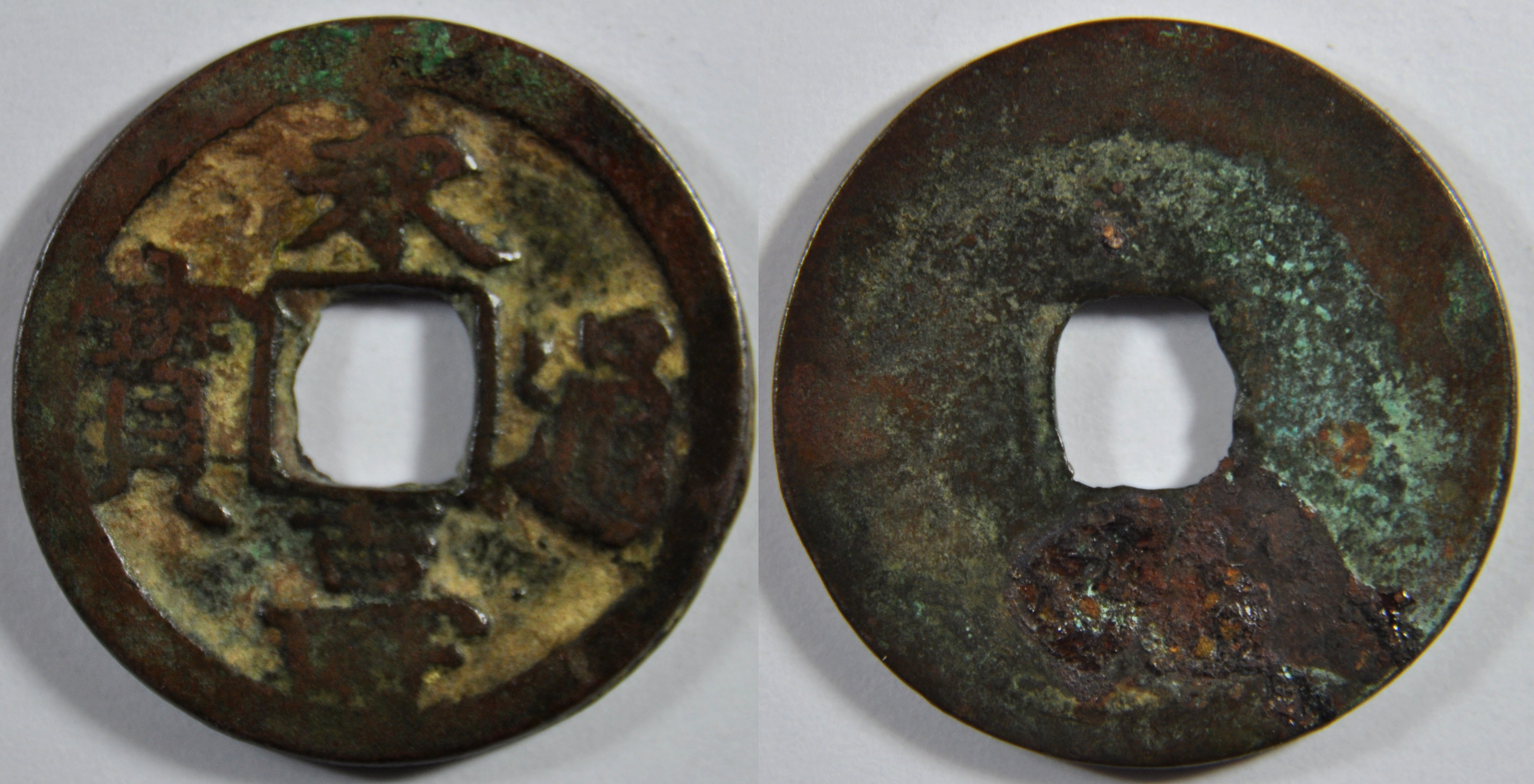
Tiền Vĩnh Thọ đời Lê Thần Tông.

Vĩnh Thọ là niên hiệu của Lê Thần Tông. Tiền Vĩnh Thọ thông bảo đúc bằng đồng, đường kính chừng 23 mm.

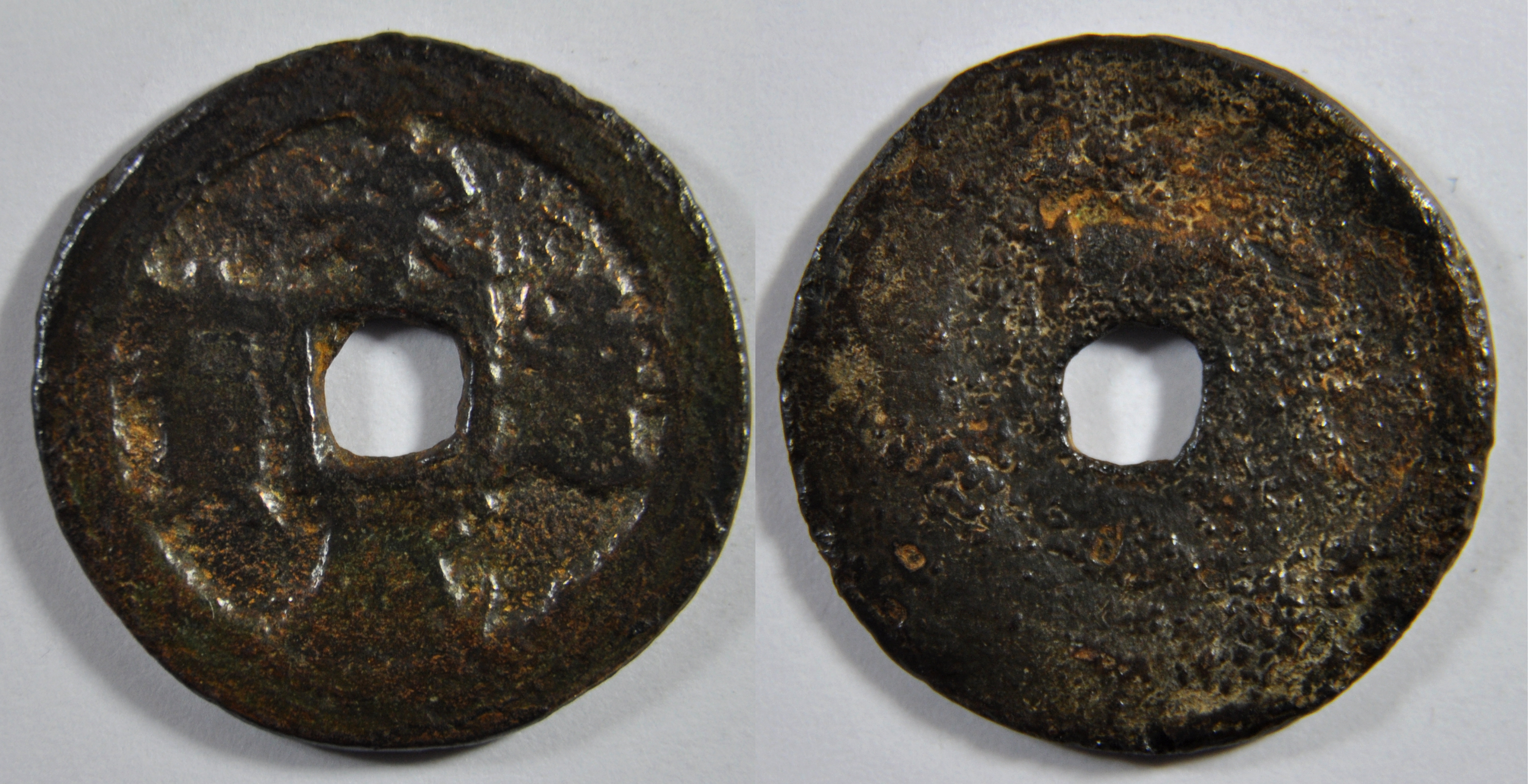
Tiền thời Lê Dụ Tông

Vĩnh Trị nguyên bảo, Vĩnh Trị thông bảo
Là các tiền do Lê Hy Tông phát hành (thực tế có thể là do chúa Trịnh phát hành vì quyền hành mọi mặt trong thực tế thuộc về phủ chúa) mang niên hiệu đầu tiên của ông. Cả hai loại đều bằng đồng, đúc cẩn thận, đường kính chừng 23 mm.
Chính Hòa thông bảo

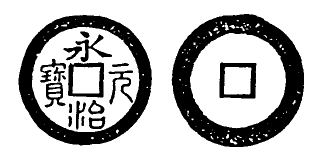
Tiền thời Lê Hy Tông

Tiền đặt theo niên hiệu thứ hai của Lê Hy Tông. Chữ "Chính" viết là 正, dễ nhầm với Chính Hòa thông bảo của nhà Tống cũng thấy xuất hiện ở Việt Nam với chữ Chính viết là 政.
Tiền Cảnh Hưng
Tiền Cảnh Hưng có rất nhiều loại và đều bằng kim loại. Đỗ Văn Ninh đã đề cập đến 40 loại tiền Cảnh Hưng và nhà nghiên cứu này cũng cho biết có người đã liệt kê ra được đến 80 loại tiền Cảnh Hưng. Sở dĩ có nhiều loại như vậy là vì thời Cảnh Hưng (niên hiệu của Lê Hiển Tông), không chỉ chính quyền trung ương mà cả các chính quyền địa phương (ở các trấn) cũng tham gia đúc tiền, và có cả đúc trộm. Các tiền Cảnh Hưng không chỉ có kích thước khác nhau, chất lượng kim loại khác nhau mà cả các chữ ghi trên đó cũng khác nhau. Nguyên nhân khác nhau vừa là do những thay đổi trong thiết kế đồng tiền, vừa là đúc sai quy cách. Vì vậy chất lượng kim loại đúc tiền có khác nhau, có loại rất đẹp, nhưng cũng có loại rất xấu, có đồng được đúc dày dặn, đẹp, nhưng cũng có đồng quá mỏng, mềm, có thể bẻ gãy được.
Cảnh Hưng thông bảo là loại phổ biến nhất, nhưng loại này lại có nhiều loại phụ với thiết kế khác nhau và chữ ghi trên tiền ở mặt sau cũng khác nhau.
Ngoài tiền Cảnh Hưng thông bảo còn có các loại tiền Cảnh Hưng khác: Cảnh Hưng trung bảo, Cảnh Hưng chí bảo, Cảnh Hưng vĩnh bảo, Cảnh Hưng đại bảo, Cảnh Hưng thái bảo, Cảnh Hưng cự bảo, Cảnh Hưng trọng bảo, Cảnh Hưng tuyền bảo, Cảnh Hưng thuận bảo, Cảnh Hưng chính bảo, Cảnh Hưng nội bảo, Cảnh Hưng dụng bảo, Cảnh Hưng lai bảo, Cảnh Hưng thận bảo, Cảnh Hưng thọ trường, Cảnh Hưng Dụng bảo, Cảnh Hưng trọng bảo,...

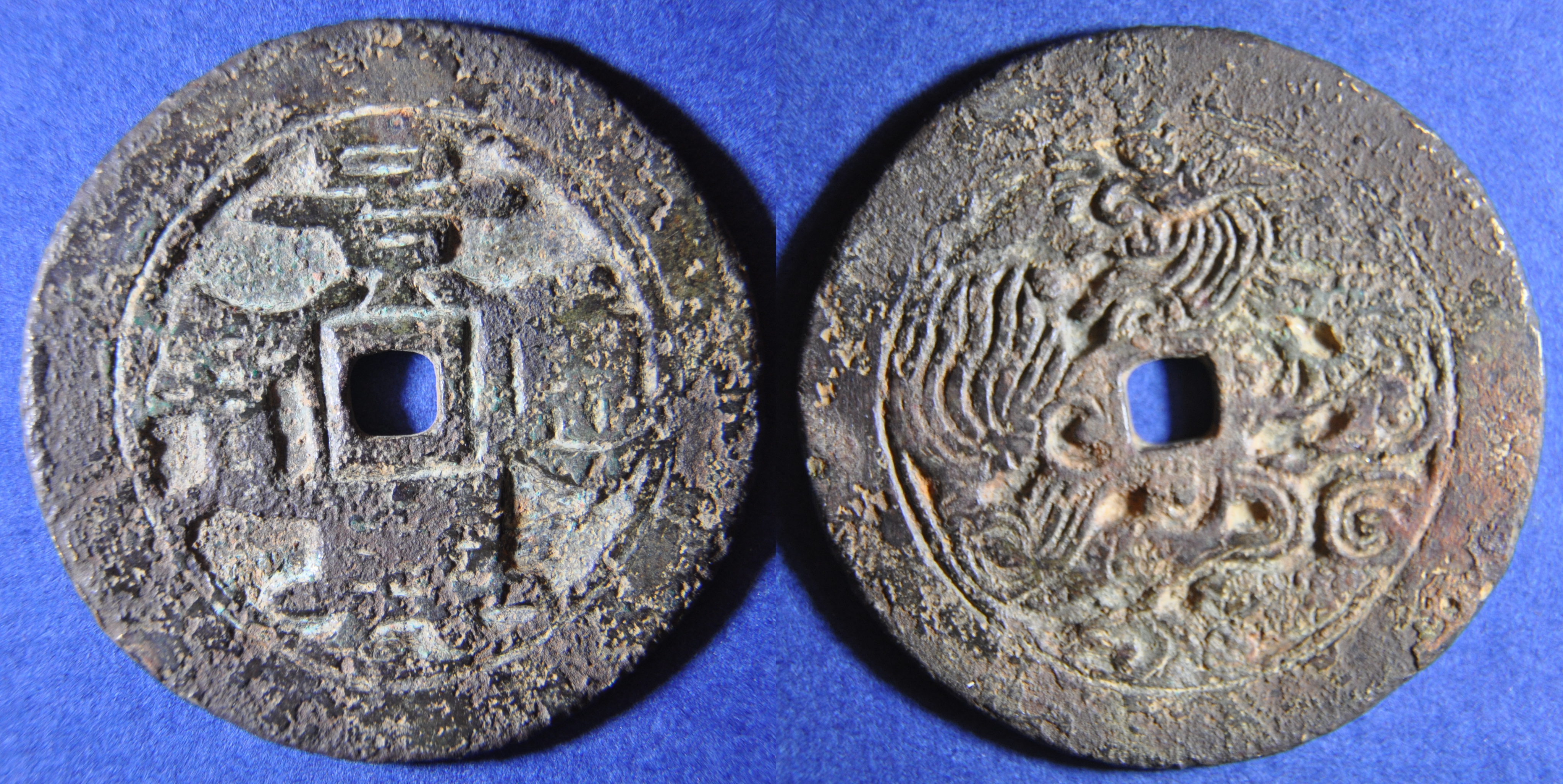
Cảnh Hưng thông bảo

Ngoài ra còn các loại tiền ở sau lưng có đề các chữ: Kinh (Tiền được đúc ở Kinh đô), Công (Bộ Công chịu tránh nhiệm đúc), Trung (Trung tâm - xưởng đúc Kinh đô), Đại (Tiền đúc ở Tứ trấn sát Kinh đô: Kinh Bắc, Sơn Nam, Hải Dương và Sơn Tây), Tiểu (Các trấn xa hơn: Yên Quảng, Thái Nguyên, Thanh Hóa...), Thị (chợ), Thượng (Sơn Nam Thượng), Sơn Tây hoặc Tây, Sơn Nam, Xương (huyện Thọ Xương). Trên tiền còn có các chữ ghi năm đúc như: Canh Thân, Tân Dậu, Nhâm Tuất... Các loại tiền như trên được phát hiện ở hầu khắp cả nước, nhất là các tỉnh phía Bắc. Riêng ở Nghệ An, các nhà nghiên cứu còn sưu tầm được một đồng tiền Cảnh Hưng Anh bảo. Các nhà nghiên cứu cho rằng những đồng tiền Cảnh Hưng có chất lượng vừa có giá trị tiêu dùng, vừa mang ý nghĩa tự tôn dân tộc.
Chiêu Thống thông bảo
Chiêu Thống là niên hiệu duy nhất của Lê Mẫn Đế, vua cuối cùng nhà Lê trung hưng ở ngôi 3 năm. Khảo cổ học cho thấy tiền kim loại Chiêu Thống thông bảo có nhiều loạt khác nhau. Thêm vào đó, mỗi loạt đều được đúc nhiều lần, mỗi lần kích thước lại khác nhau một chút. Chiếu Thống thông bảo được phát hành dưới thời Lê Mẫn Đế, nhưng ai phát hành thì không rõ vì có quá nhiều loạt và nhiều kích cỡ. Thời Lê Mẫn Đế (Chiêu Thống), lúc đầu có thế lực của họ Trịnh (chúa Trịnh Bồng), lúc sau thì có thế lực của nhà Tây Sơn, trung ương cũng đã không kiểm soát được các địa phương.
Các loạt đều có bốn chữ Chiêu Thống thông bảo đúc nổi và được đọc chéo. Nhưng có một loạt thì chữ Thống viết là 綂, các loạt khác chữ Thống đều viết là 統. Không rõ loạt chữ Thống viết là 綂 có phải là tiền do chính quyền đúc hay không.
Loạt có chữ Thống viết là 綂 thì mặt sau để trơn, chỉ có viền gờ mép và lỗ. Các loạt khác, loạt thì mặt sau có chữ Nhất (-) phía trên lỗ vuông, loạt thì có một nét sổ dọc trên lỗ, loạt thì có một vành trăng khuyết bên phải và một chấm tròn bên trái lô, loạt thì có hình bốn vành trăng khuyết xếp vòng tròn quanh lỗ, loạt thì có chữ Chính (正) hoặc chữ Chính và cả một chấm tròn, lại có loạt thì có một chữ Sơn (山), loạt lại có hai chữ Sơn Nam, loạt thì có một chữ Trung (中), và có cả loạt có chữ Đại (大). Theo Đỗ Văn Ninh, thì chữ Chính chỉ kinh thành, chữ Sơn chỉ Sơn Tây, chữ Trung chỉ Trung đô phủ, chữ Đại chỉ Thanh Hóa.